# 阿尔库维利亚斯
阿尔库维利亚斯，是西班牙卡斯蒂利亚-拉曼恰雷阿尔城省的一个市镇。 总面积48平方公里，总人口690人（2001年），人口密度14人/平方公里。